# 中國光纖
中國光纖網絡系統集團有限公司，簡稱中國光纖網絡系統集團、中國光纖網絡系統、中國光纖網絡，以及中國光纖（英語：China Fiber Optic Network System Group Ltd.，港交所除牌前：3777.HK），於1998年由趙兵（主席）於河北省石家莊市創立，名為「四方通信有限公司」。
現時業務於國內經營生產和銷售全面的光纖活動連接器，當時招股價為1.6港元，而全球發售為4.06億股，而集資額為5.6億港元，但由於修訂所有資料，故此降至3.71億股全球發售，集資額為4.5億港元，而股份則在2011年7月14日於港交所主板上市。
2015年，中國光纖遭受Emerson Analytics狙擊，由於過往出現違法事項，直至被香港證監會於2016年10月13日起勒令停牌；直至在2019年2月8日，被香港交易所上市（覆核）委員會強制撤銷上市為止，定為2019年2月14日（情人节日子）。
而總部位於中國河北省石家莊市經濟技術開發區阿里山大街。